# 中川敏宏
中川 敏宏（なかがわ としひろ、1971年（昭和47年）- ）は、日本の民法学者。専修大学法学部教授。法学博士（一橋大学）、国際経済法学修士（横浜国立大学）。専門は民法。

## 人物
民法が専門で、一橋大学大学院法学研究科で博士号を取得。ドイツ法や韓国法との比較法の研究等も行い、論文として発表している。また、朝鮮半島情勢にも広く精通している。
東京外国語大学外国語学部卒業という法律学者としては異色の経歴の持ち主であり、元々は朝鮮語を専攻していて、韓国に留学した経験もある。その後、横浜国立大学大学院で国際経済法、一橋大学大学院で民法を専攻、法律学研究者となる。その経験を生かして、今までの民法学者では、あまり研究されてこなかった韓国民法の研究で頭角を表す。

## 経歴
- 1971年（昭和47年） - 広島県広島市出身。
- 1989年（平成3年） - 広島県立可部高等学校卒業。
- 1995年（平成8年） - 東京外国語大学外国語学部朝鮮語学科卒業。
- 1997年（平成10年） - 横浜国立大学大学院国際経済法学研究科修士課程修了。
- 2002年（平成15年）- 一橋大学大学院法学研究科博士課程後期修了。
- 2002年（平成15年） - 北海学園大学法学部講師、一橋大学法学博士。
- 2006年（平成19年） - 北海学園大学法学部准教授。
- 2007年（平成20年） - 専修大学法学部准教授。
- 2014年（平成26年） - 専修大学法学部教授。

## 著作・論文
- 『ハイブリッド民法1 民法総則』（法律文化社・2007年（平成20年）、共著）
- 『社会の変容と民法典』（成文堂・2010年（平成23年）、円谷峻と共編著）
- 「ドイツ法における「契約結合」問題－契約の一体性と一部無効・一部解除問題－」（一橋法学・2002年（平成15年））
- 「韓国の民法典改正作業における錯誤規定改正論－韓国民法現代化の一断面－」（ぎょうせい・2007年（平成20年））
- 「韓国民法判例研究(1) 未成年者取消権と信義則」（専修法学論集112・2011年（平成24年））
- 「韓国民法判例研究(2) 取得時効と登記に関する大法院判例の変更」（専修法学論集113・2011年（平成24年））
- 「南北離散家族をめぐる韓国家族法上の問題（1）」（専修法学論集115・2012年（平成25年）)
- 「韓国憲法裁判所・日本軍慰安婦問題行政不作為違憲訴願事件（憲法裁判所2011年（平成24年）8月30日決定2006헌마788）」（専修法学論集116・2012年（平成25年）)
- 「韓国大法院・旧三菱戦後補償請求事件判決」（専修ロージャーナル8・2012年（平成25年）)
- 「南北離散家族をめぐる韓国家族法上の問題（2）」（専修法学論集117・2013年（平成26年）)